# Jorge Huamán
Jorge Raúl Huamán Salinas, né à Callao le 11 avril 1977, est un footballeur péruvien qui jouait au poste de défenseur.

## Biographie

### Carrière en club
Surnommé el Chino (« le chinois »), Huamán commence sa carrière au Sport Boys de sa ville natale en 1994. En 1998, il s'expatrie en Grèce afin de jouer au PAE Veria. De retour au Pérou, il joue notamment au Sporting Cristal et à l'Universitario de Deportes. 
En 2004, il rejoint l'Universidad San Martín de Porres, club où il remporte trois championnats du Pérou en 2007, 2008 et 2010. En 2013, il revient au club de ses débuts – le Sport Boys – au sein duquel il met un terme à sa carrière deux ans plus tard.
Huamán dispute cinq éditions de Copa Libertadores avec le Sporting Cristal, l'Universitario et l'Universidad San Martín de Porres (26 matchs disputés en tout pour un but inscrit).

### Carrière en équipe nationale
International péruvien, Jorge Huamán reçoit 12 sélections en équipe nationale entre 1998 et 2005. Il dispute en particulier la Gold Cup 2000 aux États-Unis, compétition où le Pérou atteint le dernier carré.

## Palmarès
| Sporting Cristal - Championnat du Pérou (1) : - Champion : 2002. |  | Universidad San Martín - Championnat du Pérou (3) : - Champion : 2007, 2008 et 2010. |